# Julia Kamińska
Julia Małgorzata Kamińska (ur. 13 listopada 1987 w Gdańsku) – polska aktorka, scenarzystka, piosenkarka i germanistka. Laureatka Telekamery 2010 dla najlepszej aktorki za główną rolę Urszuli Cieplak w serialu TVN BrzydUla.

## Życiorys
Ma młodszego brata Christiana. W okresie nauki w liceum grała w Teatrze Edukacyjnym Wybrzeże – wystąpiła m.in. jako Julia w Romeo i Julii i Hesia w Moralności pani Dulskiej, a także napisała sztukę teatralną Niż. Jest absolwentką germanistyki na Uniwersytecie Gdańskim.

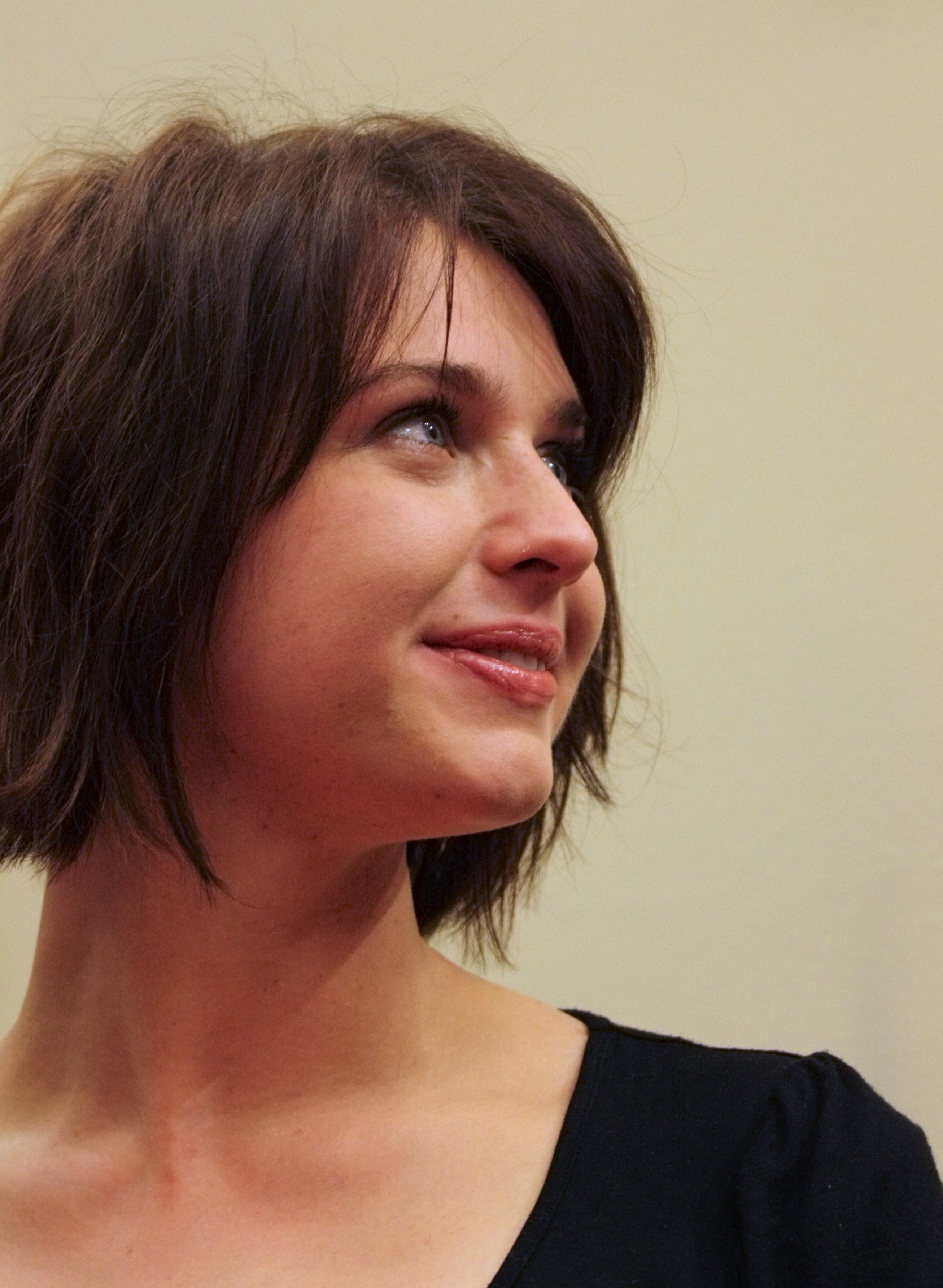
Kamińska (2009)

Zagrała Tosię, córkę Judyty w serialu Ja wam pokażę! (2007) oraz Majkę w Barwach szczęścia (2008). Ogólnopolską popularność przyniosła jej rola Uli Cieplak, tytułowej bohaterki serialu TVN BrzydUla (2008–2009), do którego nagrała również piosenkę przewodnią, własną wersję piosenki Anny Jantar „Tyle słońca w całym mieście” oraz napisała scenariusz do kilku odcinków. Za rolę w serialu została nagrodzona Telekamerą 2010 w kategorii aktorka i była nominowana do Wiktora w kategorii największe odkrycie telewizyjne. W 2010 debiutowała jako aktorka teatralna na scenie warszawskiego Teatru Komedia i nagrała utwór „Każdy chciałby tak mieć” na potrzeby ścieżki dźwiękowej do filmu animowanego Zaplątani, a 13 czerwca w parze z Rafałem Maserakiem zwyciężyła w finale 11. edycji programu rozrywkowego TVN Taniec z gwiazdami. Również w 2010 znalazła się na liście „100 najcenniejszych gwiazd polskiego show-biznesu” według miesięcznika „Forbes”.
W 2013 wystąpiła w sesji zdjęciowej dla magazynu „CKM”, a honorarium otrzymane za udział w projekcie przeznaczyła na cele charytatywne. W latach 2013–2016 grała w serialu Na dobre i na złe. W 2015 założyła zespół Julia i Nieprzyjemni, którego została wokalistką. W latach 2015–2016 grała w serialu Singielka, w którym odpowiadała też za scenariusze do kilku odcinków, ponadto była scenarzystką serialu Polsatu Pierwsza miłość. W latach 2017–2019 występowała w serialu Na Wspólnej. Również w 2017 założyła salon fryzjerski „Spiękniej” w Warszawie. Następnie zagrała Karinę, główną bohaterkę w komedii romantycznej Bartosza Prokopowicza Narzeczony na niby (2018). W 2019 zagrała Judy w spektaklu Ślub Doskonały w warszawskim Teatrze Kwadrat. W latach 2020–2022 wcielała się w rolę Uli Dobrzańskiej w serialu BrzydUla 2. Wiosną 2022 była jedną z jurorek-detektywów w programie talent-show Mask Singer emitowanym na antenie TVN. W czerwcu tego samego roku wydała singel „Żal mi” nagrany ze Skubasem, zapowiadający jej debiutancki album. W marcu 2023 zajęła trzecie miejsce w finale 18. edycji programu rozrywkowego telewizji Polsat Twoja twarz brzmi znajomo.

## Życie prywatne
W latach 2005–2009 była związana z aktorem Lwem Murzenką, a w latach 2009–2021 z Piotrem Jaskiem. W latach 2022-2023 była w związku z izraelskim przedsiębiorcą Roie Weinsteinem. W 2024 roku w programie ‚Damian’s Corner’ poinformowała, że jest w związku z Włochem, nie ujawniła jednak jego tożsamości. 
Angażuje się w kampanie charytatywne i akcje związane z ochroną zwierząt, a także popiera różne protesty antyrządowe i antykościelne (np. przeciw reformie sądownictwa w Polsce i zaostrzeniu przepisów dotyczących aborcji), aktywnie wspierając je w mediach społecznościowych. Jest sojuszniczką społeczności LGBT.

## Filmografia

### Aktorka
Filmy
| Rok  | Tytuł                   | Rola                   | Uwagi                    |
| ---- | ----------------------- | ---------------------- | ------------------------ |
| 2005 | Pełną parą              | Agnieszka Niwińska     |                          |
| 2005 | Towar                   | dziewczyna w łazience  |                          |
| 2007 | W stepie szerokim       | fanka                  |                          |
| 2009 | Mniejsze zło            | poetka                 |                          |
| 2009 | Zero                    | pracownica restauracji |                          |
| 2010 | Zimowa córka            | Danuta                 | tyt. oryg. Wintertochter |
| 2012 | Być jak Kazimierz Deyna | kujonka                |                          |
| 2012 | Panienki z Park Avenue  | Natalia                | szkolna etiuda filmowa   |
| 2012 | Swing                   | Agnieszka              |                          |
| 2013 | Heavy Mental            | smutna pani            |                          |
| 2014 | Wkręceni                | pokojówka              |                          |
| 2018 | Narzeczony na niby      | Karina                 |                          |
| 2020 | Jak zostać gwiazdą      | Ewa Dykty              |                          |
| 2023 | Porady na zdrady 2      | Kaja, żona Bartka      |                          |
| 2024 | Pod szarym niebem       | asystentka ambasadora  |                          |

Seriale
| Rok                  | Tytuł             | Rola                         | Uwagi                          |
| -------------------- | ----------------- | ---------------------------- | ------------------------------ |
| 2004                 | Magiczne drzewo   |                              |                                |
| 2006                 | Dylematu 5        | „Cięta”                      |                                |
| 2007                 | Ja wam pokażę!    | Tosia                        |                                |
| 2008                 | Barwy szczęścia   | Majka                        | odc. 78, 80, 84, 92, 103       |
| 2008–2009, 2020–2022 | BrzydUla          | Urszula Dobrzańska (Cieplak) |                                |
| 2009                 | Naznaczony        | Ania                         | odc. 1, 3                      |
| 2012                 | Reguły gry        | Natasza Sznajder             |                                |
| 2013                 | Hotel 52          | Justyna Tańska               | odc. 86                        |
| 2013–2016            | Na dobre i na złe | doktor Zuza Krakowiak        |                                |
| 2014                 | Prawo Agaty       | Joanna Kot                   | odc. 74                        |
| 2015–2016            | Singielka         | Natalia Nowacka              |                                |
| 2017–2019 2023       | Na Wspólnej       | Roma Lenarska                |                                |
| 2018                 | Kryzys            | żona                         | miniserial internetowy; odc. 4 |
| od 2024              | Pierwsza miłość   | doktor Maja Łapacz           |                                |
| od 2025              | Szpital św. Anny  | doktor Zofia Konecka         |                                |

Dubbing
| Rok       | Tytuł                                      | Rola                  | Uwagi                                                                                         |
| --------- | ------------------------------------------ | --------------------- | --------------------------------------------------------------------------------------------- |
| 2008      | Ryś i spółka, czyli zwierzaki kontratakują | Rysia Krysia          | film animowany; tyt. oryg. El Lince perdido; polski dubbing                                   |
| 2010      | Jak wytresować smoka                       | Astrid                | film animowany; tyt. oryg. How to Train Your Dragon; polski dubbing                           |
| 2010      | Zaplątani                                  | Roszpunka             | film animowany; tyt. oryg. Tangled; polski dubbing                                            |
| 2012      | I żyli długo i zaplątani                   | Roszpunka             | krótkometrażowy film animowany; tyt. oryg. Tangled Ever After; polski dubbing                 |
| 2014      | Jak wytresować smoka 2                     | Astrid                | film animowany; tyt. oryg. How to Train Your Dragon 2; polski dubbing                         |
| 2014–2015 | Pora na przygodę!                          | Betty Grof            | serial animowany; tyt. oryg. Adventure Time with Finn and Jake; polski dubbing; odc. 152, 194 |
| 2015      | Fantastyczna Czwórka                       | Sue Storm             | tyt. oryg. Fantastic Four; polski dubbing                                                     |
| 2016      | Zwierzogród                                | Judy Hopps            | film animowany; tyt. oryg. Zootopia; polski dubbing                                           |
| 2016      | Balerina                                   | Felicja Milliner      | film animowany; tyt. oryg. Ballerina; polski dubbing                                          |
| 2017      | Pamiętnik Chrumasa                         | Meee                  | serial animowany                                                                              |
| 2017      | Zanim żyli długo i zaplątani               | Roszpunka             | telewizyjny film animowany; tyt. oryg. Tangled: Before Ever After                             |
| 2017–2020 | Zaplątane przygody Roszpunki               | Roszpunka             | serial animowany; tyt. oryg. Tangled the Series”, „Rapunzel’s Tangled Adventure               |
| 2018      | Kaczki z gęsiej paczki                     | Diana                 | film animowany; tyt. oryg. Duck Duck Goose; polski dubbing                                    |
| 2018      | Patryk                                     | Sara                  | tyt. oryg. Patrick; polski dubbing                                                            |
| 2018      | Detroit: Become Human                      | Kara                  | gra wideo, polski dubbing                                                                     |
| 2019      | Jak wytresować smoka 3                     | Astrid                | film animowany; tyt. oryg. How to Train Your Dragon 3; polski dubbing                         |
| 2019      | Aladyn                                     | Dalia                 | tyt. oryg. Aladdin; polski dubbing                                                            |
| 2019      | Toy Story 4                                | Gabi Gabi             | film animowany; polski dubbing                                                                |
| 2019      | Playmobil: Film                            | Marla                 | film animowany; tyt. oryg. Playmobil: The Movie; polski dubbing                               |
| 2022      | Bella i Sebastian: Nowe pokolenie          | Noémie                | film animowany, tyt. oryg. Belle et Sébastien: Nouvelle Génération                            |
| 2023      | Było sobie studio                          | Judy Hops / Roszpunka | krótkometrażowy film animowany, tyt. oryg. Once Upon a Studio                                 |

### Scenarzystka
| Rok             | Tytuł              | Uwagi                              |
| --------------- | ------------------ | ---------------------------------- |
| 2009, 2020–2021 | BrzydUla           | serial; odc. 206–207, 209, 236–450 |
| 2015–2016       | Pierwsza miłość    | serial; również dialogi            |
| 2015–2016       | Singielka          | serial                             |
| 2019            | Leśniczówka        | serial                             |
| 2019            | Echo serca         | serial; również dialogi            |
| 2019            | 1800 gramów        | film; współpraca scenariuszowa     |
| 2020            | Jak zostać gwiazdą | film                               |

### Wykonanie piosenek
- 2008: utwór „Tyle słońca w całym mieście” Anny Jantar wykorzystany w czołówce serialu BrzydUla
- 2010: utwór „Każdy chciałby tak mieć” promujący film Zaplątani
- 2011: śpiew w filmie Zimowa córka
- 2020: utwór „Kiedy ja” wykorzystany w serialu BrzydUla[23]

## Dyskografia

### Albumy
| Rok  | Dane dot. albumu                                                                                    | Najwyższa pozycja |
| Rok  | Dane dot. albumu                                                                                    | OLiS fiz.         |
| ---- | --------------------------------------------------------------------------------------------------- | ----------------- |
| 2024 | Sublimacja - Wydany: 7 czerwca 2024 - Wytwórnia: Warner Music Poland - Format: CD, digital download | 58                |

### Minialbumy
| Rok  | Dane dot. minialbumu                                                                                             |
| ---- | --- |
| 2023 | Było minęło - Wydany: 17 sierpnia 2023 - Wytwórnia: Universal Music Polska - Format: digital download, streaming |

### Single
| Rok  | Tytuł                                    | Album       |
| ---- | ---------------------------------------- | ----------- |
| 2022 | „Żal mi” (oraz Skubas)                   | Było minęło |
| 2022 | „Dobrze, dobrze”                         | Było minęło |
| 2023 | „Tydzień za tygodniem”                   | Było minęło |
| 2023 | „Domino”                                 | Było minęło |
| 2023 | „Granica”                                | Sublimacja  |
| 2023 | „Wstyd”                                  | Sublimacja  |
| 2024 | „Dobrze się mamy MSNR”                   | Sublimacja  |
| 2024 | „Raz dwa trzy”                           | Sublimacja  |
| 2024 | „Plastry”                                | Sublimacja  |
| 2024 | „Nic się nie stało”                      | Sublimacja  |
| 2024 | „Bursztynowe koraliki” (oraz Pan Savyan) | –           |

### Single promocyjne
| Rok  | Tytuł             | Album |
| ---- | ----------------- | ----- |
| 2022 | „White Christmas” | –     |

## Teatr
Teatr Capitol w Warszawie

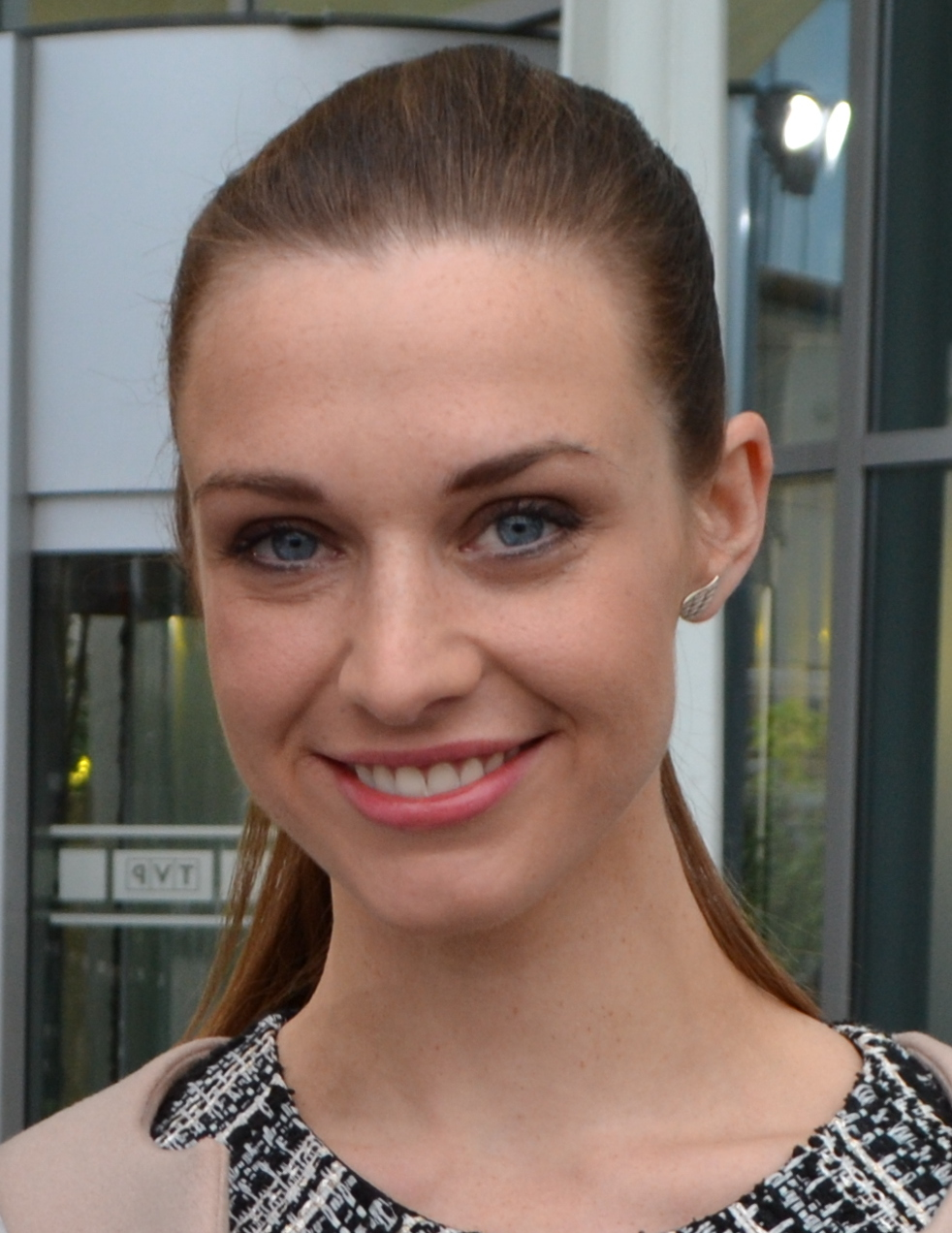
Kamińska (2015)

- 2012: Dwie połówki pomarańczy Igi Kownackiej (reż. Maria Ciunelis) jako Alex[27]

Teatr Komedia w Warszawie
- 2011: Podwójna rezerwacja Johna Chapmana, Raya Cooneya (reż. Tomasz Dutkiewicz) jako panna Wilkinson[28]
- 2012: Ostra jazda Norma Fostera (reż. Mirosław Połatyński) jako Jill[28]
- 2013: Zorro Stephena Clarka, Helen Edmundson (reż. Tomasz Dutkiewicz) jako Inez[28]
- 2015: Człowiek dwóch szefów Richarda Bean’a (reż. Tomasz Dutkiewcz) jako Rachel Crabbe[28]
- 2016: Pierwsza randka Austina Winsberga (reż. Tomasz Dutkiewicz) jako Allison, była miłość Aarona[20][29]

Teatr Kwadrat
- 2019: Ślub doskonały Robina Hawdona (reż. Marcin Sławiński)[28]

Teatr MY
- 2017: Selfie.com.pl Piotra Jaska (reż. Maria Seweryn) jako Julia, córka Brygidy[30][20]

Pozostałe
- 2007: Kopciuszek (reż. Maria Kubicka)[20]
- 2007: Ten obcy Ireny Jurgielewiczowej (reż. Marzena Paludan)[20]
- 2008: Moralność pani Dulskiej Gabrieli Zapolskiej (reż. Marzena Nieczuja-Urbańska)[20]
- 2008: Romeo i Julia Williama Szekspira (reż. Marzena Nieczuja Urbańska)[20]